# Johann Albrecht Vogtherr
Johann Albrecht Vogtherr (* 27. April 1811 in Bayreuth; † 20. Februar 1887 in Frankfurt am Main) war ein deutscher Unternehmer, Abgeordneter des Preußischen Landtags und Frankfurter Mundartdichter.
Vogtherr war Direktor der Frankfurter A.G. für Rhein- und Main-Schiffahrt. Am 1. Januar 1860 wurde er zusammen mit Heinrich Bernhard Rosenthal, Leopold Sonnemann, Ludwig Braunfels und Bernhard Docter Gesellschafter der Frankfurter Societäts-Druckerei, in der die „Neue Frankfurter Zeitung. Frankfurter Handelsblatt“, der Vorläufer der Frankfurter Zeitung, erschien. Vogtherr war für den Bereich „Verkehr“ zuständig, für den er Artikel schrieb. 1862 wurde er Generaldirektor der Providentia-Versicherung (der späteren Frankfurter Versicherungs-Gesellschaft). Mit dem Einmarsch der Preußischen Truppen in Frankfurt im Juli 1866 wurde die als antipreußisch geltende Neue Frankfurter Zeitung verboten, die Redakteure verhaftet. Vogtherr schied, wie auch die anderen Gesellschafter aus der Societäts-Druckerei aus, Sonnemann wurde Alleineigentümer von Zeitung und Druckerei. 1871 wurde Vogtherr Abgeordneter Frankfurts im Preußischen Landtag in der Fraktion der Deutschen Fortschrittspartei, er trat aber noch vor Beendigung der Legislaturperiode zurück.
Unter dem Pseudonym Adolar schrieb er die kleine Mundart-Stücke „So sei es!“ (Charakter-Skizze in einem Aufzug, 1883) und „Zwa Buchstabe in de Buche-Rind“ (Lokal-Skizze in einem Aufzug, 1884), die im Verlag C. Koenitzer in Frankfurt erschienen und im Städtischen Theater in Frankfurt wiederholt aufgeführten wurden.